# USS Sargo (SS-188)
| «Сарго» | «Сарго»                                                                 | «Сарго»                                                                 |
| --- | ----------------------------------------------------------------------- | ----------------------------------------------------------------------- |
| USS Sargo (SS-188) |                                                                         |                                                                         |
| |                                                                         |                                                                         |
| Американський ПЧ «Сарго» виходить з Провінстауна. 1 листопада 1938 |                                                                         |                                                                         |
| Верф | Electric Boat, Гротон, Коннектикут                                      | Electric Boat, Гротон, Коннектикут                                      |
| Під прапором | США                                                                     | США                                                                     |
| Належність | ВМС США                                                                 | ВМС США                                                                 |
| Порт приписки | Перл-Гарбор, Фрімантл                                                   | Перл-Гарбор, Фрімантл                                                   |
| На честь | риби Сарг                                                               | риби Сарг                                                               |
| Замовлення | 12 червня 1940                                                          | 12 червня 1940                                                          |
| Закладений | 12 травня 1937                                                          | 12 травня 1937                                                          |
| Спуск на воду | 6 червня 1938                                                           | 6 червня 1938                                                           |
| Введений до складу флоту | 7 лютого 1939                                                           | 7 лютого 1939                                                           |
| Виведений зі складу флоту | 22 червня 1946                                                          | 22 червня 1946                                                          |
| На службі | 1939—1946                                                               | 1939—1946                                                               |
| Сучасний статус | 19 травня 1947 року проданий на брухт                                   | 19 травня 1947 року проданий на брухт                                   |
| Бойовий досвід | Друга світова війна Тихоокеанський ТВД                                  | Друга світова війна Тихоокеанський ТВД                                  |
| Нагороди | 8 бойових зірок                                                         | 8 бойових зірок                                                         |
| Проєкт |                                                                         |                                                                         |
| Тип ПЧ | композитний дизель-гідравлічний та дизель-електричний торпедний ДПЧ     | композитний дизель-гідравлічний та дизель-електричний торпедний ДПЧ     |
| Розробник проєкту | Electric Boat                                                           | Electric Boat                                                           |
| Основні характеристики |                                                                         |                                                                         |
| Швидкість (надводна) | 21 вузол (39 км/год)                                                    | 21 вузол (39 км/год)                                                    |
| Швидкість (підводна) | 8,75 вузла (16 км/год)                                                  | 8,75 вузла (16 км/год)                                                  |
| Гранична глибина занурення | 76 м                                                                    | 76 м                                                                    |
| Дальність плавання | 11 000 миль (20 000 км) на швидкості 10 вузлів (18,6 км/год) (надводна) | 11 000 миль (20 000 км) на швидкості 10 вузлів (18,6 км/год) (надводна) |
| Автономність плавання | 48 годин на швидкості 2 вузла (3,7 км/год)                              | 48 годин на швидкості 2 вузла (3,7 км/год)                              |
| Екіпаж | 59 офіцерів та матросів                                                 | 59 офіцерів та матросів                                                 |
| Розміри |                                                                         |                                                                         |
| Довжина найбільша (по КВЛ) | 94,64 м                                                                 | 94,64 м                                                                 |
| Ширина корпусу найб. | 8,18 м                                                                  | 8,18 м                                                                  |
| Середня осадка (по КВЛ) | 5,067 м                                                                 | 5,067 м                                                                 |
| Водотоннажність надводна | 1470 т                                                                  | 1470 т                                                                  |
| Силова установка |                                                                         |                                                                         |
| дизель-електрична; 4 × головні дизельних двигуни H.O.R. 2 × 126-секційні хімічних батареї типу Sargo 4 × високошвидкісні електродвигуни General Electric з редукторами |                                                                         |                                                                         |
| Гвинти | 2                                                                       | 2                                                                       |
| Потужність | 2740-5500 к.с.                                                          | 2740-5500 к.с.                                                          |
| Озброєння |                                                                         |                                                                         |
| Артилерія | 1 × 76-мм палубна гармата 3"/50                                         | 1 × 76-мм палубна гармата 3"/50                                         |
| Торпедно- мінне озброєння | 8 × 533-мм торпедних апаратів 24 торпеди                                | 8 × 533-мм торпедних апаратів 24 торпеди                                |
| ППО | 4 × зенітні кулемети                                                    | 4 × зенітні кулемети                                                    |

«Сарго» (англ. USS Sargo (SS-188) — американський підводний човен, головний у своєму типі, що перебував у складі військово-морських сил США за роки Другої світової війни.
«Сарго» був закладений 12 травня 1937 року на верфі компанії Electric Boat у Гротоні, штат Коннектикут. 6 червня 1938 року він був спущений на воду, а 7 лютого 1939 року увійшов до складу ВМС США.

## Особливості будови підводного човна
«Сарго» було першим кораблем, оснащеним новою свинцево-кислотною батареєю, розробленою Бюро парової техніки (англ. Bureau of Steam Engineering, BuEng). Цей АКБ швидко стали називати «батареєю Сарго». Замість одного жорсткого гумового корпусу він мав два концентричні тверді гумові корпуси з шаром м'якої гуми між ними. Це було зроблено для того, щоб запобігти витоку сірчаної кислоти у випадку, якщо один корпус трісне в разі вибуху поблизу човна глибинної бомби. Витік сірчаної кислоти міг би викликати корозію сталі, завдати опіків шкірі членів екіпажу, а в разі її змішування з будь-якою морською водою в трюмах, вона утворила б отруйний газ хлор. Це залишалося стандартною конструкцією батареї, доки її не замінили батареями Sargo II і GUPPY на підводних човнах, модернізованих у рамках Програми більшої потужності підводного двигуна після Другої світової війни. Ємність кожної батареї була трохи збільшена шляхом встановлення 126 елементів замість 120; це також підвищило номінальну напругу з 250 вольт до 270 вольт, яка відтоді є стандартною для використання у США, включаючи резервні батареї атомних підводних човнів.

## Історія служби
У липні 1939 року «Сарго» розпочав службу на Тихоокеанському флоті. Пройшовши через Панамський канал, він прибув до Сан-Дієго в середині серпня. Протягом наступних двох років човен виконував завдання в східній і середній частині Тихого океану, включаючи практичне 40-денне патрулювання між атолом Мідвей і Маршалловими островами восени 1941 року. 23 жовтня 1941 року «Сарго» вирушив з Перл-Гарбора, прибув до Маніли 10 листопада, і був там, коли японці атакували Перл-Гарбор 7 грудня.
8 грудня підводний човен вирушив у свій перший бойовий похід, патрулюючи вздовж східного узбережжя Французького Індокитаю до Нідерландської Ост-Індії. За час цього походу корабель мав кілька можливостей атакувати ворожі судна, але, або не влучив, або не мав зручної позиції для атаки. 20 січня 1942 року «Сарго» брав участь у порятунку екіпажу S-36, який сів на риф Таку в Макассарській протоці.
25 січня 1942 року човен прибув до Сурабаї. Після вивантаження своїх торпед на борт «Сарго» завантажили один мільйон патронів 30-го калібру, які були вкрай потрібні союзним силам на Філіппінах. 5 лютого він вийшов у другий похід і прибув у гавань Поллок через дев'ять днів. Доставивши життєво важливий вантаж на Мінданао, він повернувся в Сурабаю з 24 спеціалістами Boeing B-17 з Кларк-Філда на борту.
Загалом з грудня 1941 до грудня 1944 року «Сарго» здійснив 12 бойових походів у Тихий океан, у ході яких потопив декілька японських вантажних суден.
7 грудня 1944 року, після прибуття на атол Маджуро на Маршаллових островах, з останнього походу човну було призначено навчати екіпаж підводних човнів до 13 січня 1945 року, коли він перейшов на атол Еніветок. Там човен був у ролі мішені для тренувань з протичовнової оборони. Коли війна закінчилася, «Сарго» повернувся через Гаваї до Сполучених Штатів і прибув на острів Мер 27 серпня. Виведений з експлуатації 22 червня 1946 року, 19 липня 1946 року корабель був вилучений з реєстру військово-морських суден. 19 травня 1947 року його корпус продали на брухт компанії Learner Company у Каліфорнії.